# Shaun Tan
Shaun Tan (* 1974, Perth, Západní Austrálie) je australský výtvarník, spisovatel, filmař a ilustrátor grafických románů.
V roce 1995 úspěšně absolvoval univerzitní studia výtvarného umění a anglické literatury. Ve filmové branži je jeho jméno spjato s krátkometrážním snímkem The Lost Thing, na kterém se podílel jako spolurežisér. V roce 2011 za něj byl oceněn Oscarem. Za svoji profesní dráhu obdržel již celou řadu ocenění, např. v roce 2011 byl oceněn Pamětní cenou Astrid Lindgrenové.
V ilustrování grafických románů se jeho styl kresby vyznačuje výhradním použitím tužky a následného jemného počítačového kolorování, které je obohaceno jeho snovou, surrealistickou imaginací. Za jeho nejslavnější grafický román je považována kniha Nový svět (rok vydání 2012, v originálním znění „The Arrival“ roku 2006), jejíž děj pojednává o osudech emigrantů – o nedobrovolné cestě do tajemné, neznámé země, stesku po domově a po své rodině a o hledání naděje. Toto dílo je také pozoruhodné tím, že se jedná o tzv. němý román beze slov. Autor se při jeho vyprávění zcela obešel bez textových prvků. Mezi známé knihy dále patří román Erik a Příběhy z konce předměstí. Za zdroj své inspirace považuje českého rodáka Petra Síse, taktéž světoznámého ilustrátora [zdroj?].